# Liste des centrales électriques au Ghana
La page suivante répertorie les centrales électriques au Ghana .

## Capacité installée et production annuelle
En 2013, le Ghana était 90e en termes de production annuelle avec 12,87 milliards de kWh et 96e en capacité installée avec 2 847 MW.
En 2016, le rationnement en vigueur depuis plusieurs années a pris fin.

## Liste de centrales par type d'énergie

### Centrales thermiques
| Centrale électrique                | Communauté | Coordonnées                                 | Type                                  | Capacité (MW) | Année complétée | Description supplémentaire                                                         |
| ---------------------------------- | ---------- | ------------------------------------------- | ------------------------------------- | ------------- | --------------- | ---------------------------------------------------------------------------------- |
| Centrale thermique de Takoradi     | Takoradi   | 4°58′18″N 1°39′26″W / 4.971667°N 1.657228°W | Pétrole brut léger ou gaz naturel     | 550           | 2000            | Un total de 550 MW est généré; quatre turbines à gaz et une turbine à vapeur       |
| Centrale thermique Kpone II        | Kpone      | 5°40′26″N 0°02′15″E / 5.673900°N 0.037500°E | Gaz naturel ou diesel ou pétrole brut | 340           | 2017 (prévu)    | La plus grande centrale électrique indépendante en Afrique à ce jour.              |
| Centrale thermique de Kpone I      | Kpone      | 5°44′06″N 0°00′38″E / 5.734998°N 0.010548°E | Gaz naturel et carburant diesel       | 230           | 2016 (prévu)    | Propriétaire Volta River Authority                                                 |
| Centrale thermique de Tema         | Tema       | 5°40′39″N 0°00′57″E / 5.677362°N 0.015828°E | Gas-oil                               | 236           | 2008            | 54 groupes électrogènes diesel Caterpillar 3516B                                   |
| Centrale thermique de Sonon Asogli | Kpone      | 5°40′49″N 0°02′51″E / 5.68029°N 0.047368°E  | Gaz naturel                           | 200           | 2010            | Capacité installée maximale de 200 MW. La sortie est souvent inférieure au maximum |

### Centrales hydroélectriques
| Station hydroélectrique             | Communauté    | Coordonnées                                 | Type      | Capacité (MW) | Année complétée | Nom du réservoir | Cours d'eau         |
| ----------------------------------- | ------------- | ------------------------------------------- | --------- | ------------- | --------------- | ---------------- | ------------------- |
| Centrale hydroélectrique d'Akosombo | Ajena         | 6°17′59″N 0°03′34″E / 6.299722°N 0.059444°E | Réservoir | 1 038         | 1965            | Lac Volta        | Fleuve Volta        |
| Centrale hydroélectrique de Bui     | Gorges de Bui | 8°16′43″N 2°14′13″W / 8.278602°N 2.236935°W | Réservoir | 400           | 2013            |                  | Rivière Volta Noire |
| Centrale hydroélectrique de Kpong   | Akuse         | 6°07′12″N 0°07′30″E / 6.119989°N 0.125000°E | Réservoir | 160           | 1982            |                  | Fleuve Volta        |

### Centrales solaires
| Centrale solaire             | Communauté          | Coordonnées                                   | Capacité (mégawatts) | Année complétée   | Nom du propriétaire       | Remarques                     |
| ---------------------------- | ------------------- | --------------------------------------------- | -------------------- | ----------------- | ------------------------- | ----------------------------- |
| Centrale solaire de Nzema    | Village d'Aiwiaso   | 6°09′20″N 2°25′11″W / 6.155567°N 2.419711°W   | 155                  | 2018-2019 (prévu) | Blue Energy Plc.          | Recherche de propositions EPC |
| Gomoa Onyandze               | Onyandze, Gomoa Est | 5°20′51″N 0°42′07″W / 5.347484°N 0.701991°W   | 20                   | 2016              | Beijing Xiaocheng Company | Opérationnel                  |
| Centrale solaire de Navrongo | Navrongo            | 10°52′48″N 1°06′10″W / 10.880000°N 1.102778°W | 2,5                  | 2013              | Volta River Authority     | Opérationnel                  |

## Voir également
- L'électricité au Ghana
- Liste des plus grandes centrales électriques au monde
- Liste des centrales électriques en Afrique